# Zentrales Pionierlager

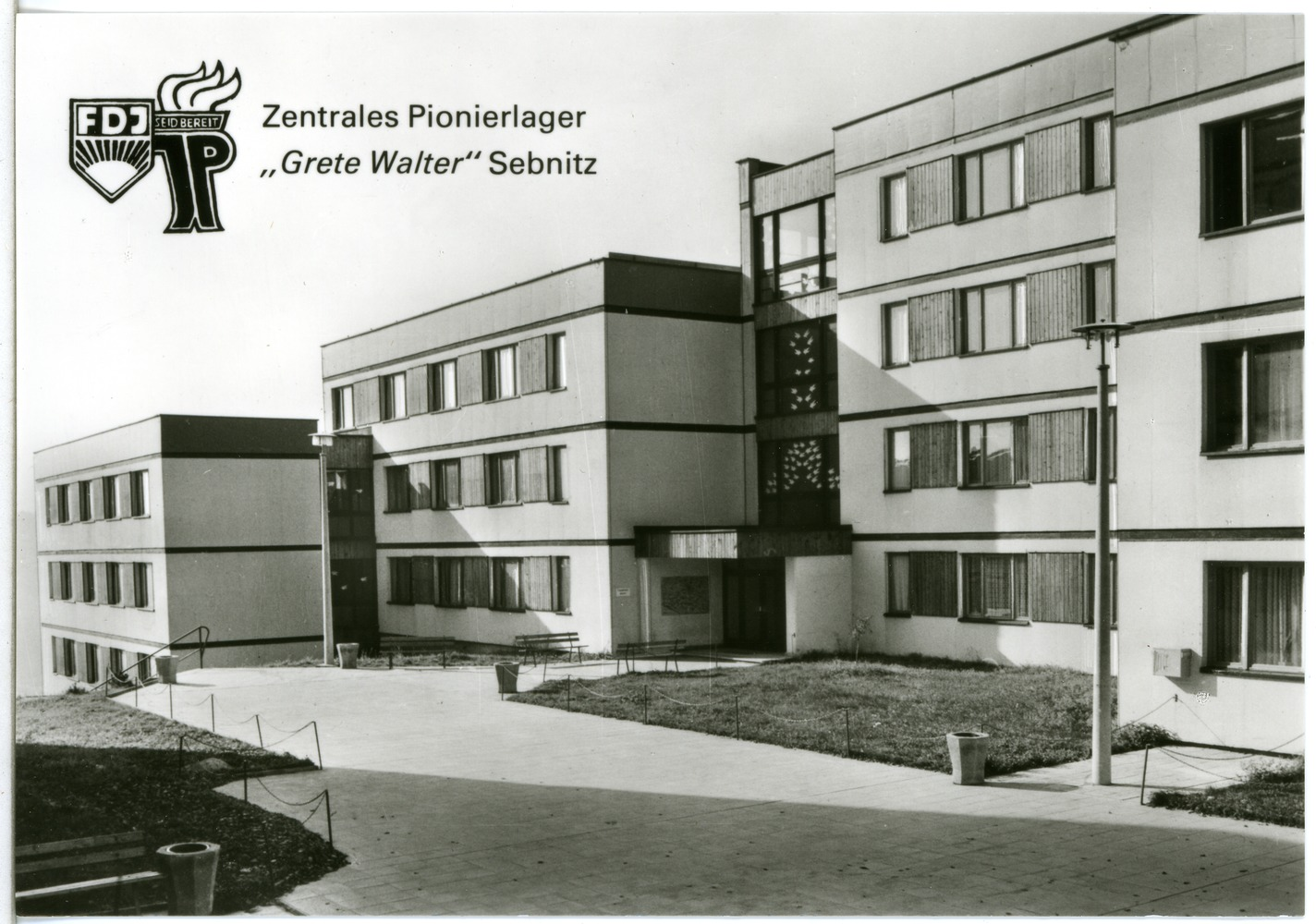
Zentrales Pionierlager Sebnitz im Bezirk Dresden (heute Sachsen)

Als zentrale Pionierlager (kurz ZPL) wurden die Pionierlager der DDR bezeichnet. Es handelte sich hierbei um Kinderferienlager. Auf dem Gebiet der Deutschen Demokratischen Republik gab es zuletzt 48 solcher Einrichtungen.

## Inhalte
Die Inhalte des Ferienlebens der Thälmannpioniere und der FDJ-Mitglieder (Schüler der 8. bis 12. Klasse) wurden durch Beschlüsse des Zentralrates der FDJ festgelegt. Die Teilnahme an einem von drei 18-tägigen Sommerferienaufenthalten während der jährlichen Schulsommerferien war für die Pioniere und FDJler in der Regel eine Auszeichnung für gute schulische und gesellschaftliche Arbeit.

## Organisation
Jedes zentrale Pionierlager hatte für alle wirtschaftlichen Fragen einen zugeordneten Trägerbetrieb (Großbetrieb), der in Eigenleistung und mit staatsgeplanten Leistungen und Materialien sowohl die materielle Basis der Lager sicherte und erweiterte, wie auch die Materialien und Versorgung der bis zu 1200 Teilnehmer pro Durchgang sicherstellte.

## Personelle Ausstattung
Der Leiter des ZPL war ein ganzjährig tätiger berufener Funktionär der territorialen FDJ-Bezirksleitung, sein Stellvertreter (Wirtschaftsleiter) ein ganzjährig angestellter Mitarbeiter des Trägerbetriebes. Der Lagerarzt und die Krankenschwestern sowie die Küchen- und technischen Saisonkräfte wurden durch den Trägerbetrieb bereitgestellt. Die Betreuer der Kinder waren Lehrer und mehrheitlich Studenten pädagogischer Hochschulen.

## Abgrenzung
Im Unterschied zu den Pionierlagern war die Teilnahme an den zwei- bis dreiwöchigen Betriebsferienlagern, die in weitaus größerer Zahl durch Betriebe, Kombinate, Institutionen, Behörden etc. unterhalten wurden, nicht an Voraussetzungen wie herausragende schulische Leistungen oder gesellschaftliche Aktivitäten geknüpft. Nahezu jedes Schulkind bis zum Alter von ca. 14 Jahren, dessen Eltern es wünschten, hatte während der achtwöchigen Sommerferien die Möglichkeit zur Teilnahme an einer derartigen organisierten Feriengestaltung gegen einen geringen, mehr symbolischen Unkostenbeitrag.

## Liste der zentralen Pionierlager (unvollständig)
- Pionierrepublik Wilhelm Pieck

| Ort                              | Bezirk          | Lage                                                    | Ehrenname                                | Plätze  | Trägerbetrieb                                                                               | zuständige FDJ-Bezirksorganisation | Anmerkungen |
| -------------------------------- | --------------- | ------------------------------------------------------- | ---------------------------------------- | ------- | ------------------------------------------------------------------------------------------- | ---------------------------------- | --- |
| Ahlbeck                          | Rostock         | Dünestraße am Strand                                    | Boleslaw Bierut                          | 500     | VEB Gießerei- und Maschinenbau Torgelow                                                     | Neubrandenburg                     | Nachnutzung als Jugendferienpark und Europäische Begegnungsstätte der Sportjugend Berlin                                                                             |
| Arendsee                         | Magdeburg       | am Arendsee                                             | Maurice Thorez                           | 900     | VEB Schwermaschinenbau „Karl Liebknecht“ Magdeburg                                          | Magdeburg                          | Nachnutzung als KiEZ Arendsee |
| Arendsee                         | Magdeburg       | Waldgebiet am Arendsee                                  | Erich Weinert                            | 300–400 | VEB Messgerätewerk „Erich Weinert“ Magdeburg                                                | Magdeburg                          | Nachnutzung als Integrationsdorf Arendsee |
| Bad Saarow                       | Frankfurt/Oder  |                                                         | Matyas Rakosi/Lilo Herrmann              | 1000    | VEB Reifenkombinat Pneumant Fürstenwalde                                                    | Karl-Marx-Stadt                    | „Das Lager ‚Lilo Herrmann‘ ist in Struktur und Gebäuden weitgehend erhalten geblieben...“ (2008)                                                                     |
| Bad Saarow                       | Frankfurt/Oder  | am Scharmützelsee                                       | Feliks Dzierżyński                       | 1000    | VEB Bandstahlkombinat „Hermann Matern“ Eisenhüttenstadt                                     | Frankfurt/Oder                     | Nachnutzung als Sport&SPA-Resort A-ROSA mit Golfplatz |
| Bad Schmiedeberg                 | Halle           | in der Dübener Heide                                    | Karl Marx                                | 900     | VEB Stickstoffwerk Piesteritz                                                               | Halle                              | Nachnutzung als Ferienanlage am Grenzbach |
| Beichlingen                      | Erfurt          | am Windberg                                             | Mao Tse Tung/ Hans Beimler               | 800     | VEB SKET Magdeburg                                                                          |                                    | Nachnutzung zunächst als Kinder- und Jugenddorf, dann bis 2013 als Jugendherberge des DJH, seit 2015 Gemeinschaft „Am Windberg e. V.“                                |
| Bertingen                        | Magdeburg       | An der Alten Elbe                                       | Friedrich Engels                         | 800     | VEB Magdeburger Armaturenwerke „Karl Marx“                                                  | Magdeburg                          | Nachnutzung bis 2000 als KiEZ Bertingen, seit 2005 Feriendorf Bertingen                                                                                              |
| Biesenthal                       | Frankfurt Oder  | am Großen Wukensee                                      | Helmut Just                              | 800     | VEB Bergman Borsig Berlin/Görlitzer Maschinenbau                                            | Berlin                             | ab 1951 Bergmann Borsig Heim, ab 1967 Umwidmung in ZPL, 2000 Abriss aller großen Gebäude, ein Teil des Geländes wird vom Kleinen Wukensee e. V. genutzt              |
| Bollmannsruh                     | Potsdam         | am Beetzsee                                             | Bruno Kühn                               | 600     | VEB Stahl- und Walzwerk Brandenburg                                                         | Cottbus                            | Nachnutzung als KiEZ Bollmannsruh |
| Boltenhagen                      | Rostock         | Mariannenweg                                            | Mathias Thesen                           | 1000    | VEB Mathias-Thesen-Werft Wismar                                                             |                                    | Abriss, 2013 neues Konzept für eine Siedlung |
| Brodowin                         | Frankfurt/Oder  | südwestlich Brodowin nahe Großer Plagesee               | Anton Semjonowitsch Makarenko            | 850     | VEB Kranbau Eberswalde                                                                      | Frankfurt/Oder                     | abgerissen bis auf Keller des Hauptgebäudes, dort Fledermauskolonie                                                                                                  |
| Cramon                           | Schwerin        | am Cramoner See                                         | Trofim Denissowitsch Lyssenko/Hans Kahle | 600     | VEB Klement Gottwald Werk Schwerin                                                          |                                    | |
| Eckartsberga                     | Halle           | in Nähe zur Eckartsburg                                 | Nikolai Ostrowski                        | 600     | Leunawerke / Braunkohlebetrieb Nachterstedt/VEB Braunkohlenwerk „Gustav Sobottka“ Röblingen | Halle                              | Nachnutzung als Freizeitspass Eckartsberga |
| Einsiedel                        | Karl-Marx-Stadt | am Ortsrand, Dittersdorfer Weg                          | Palmiro Togliatti                        | 800     | VEB Großdrehmaschinenbau „8. Mai“ Karl-Marx-Stadt                                           | Karl-Marx-Stadt                    | Nachnutzung durch eine gemeinnützige Bildungseinrichtung |
| Friedrichroda                    | Erfurt          | Klosterpark Reinhardsbrunn                              | Georgi Dimitrow                          | 1000    | VEB Kali-Betrieb „Werra“ Merkers                                                            | Suhl                               | verschiedene Nachnutzungen wie Spätaussiedlerheim, Internat des Sprachgymnasiums Schnepfenthal, jetzt Kirche und Tourismus e. V.                                     |
| Friedrichsbrunn                  | Halle           | Ortsausgang Richtung Allrode, am Fuß des Klobenbergs    | Erich Weinert                            | 800     | VEB Chemische Werke Buna, Schkopau                                                          | Halle                              | |
| Glowe                            | Rostock         |                                                         | Hermann Duncker                          |         | Bau- und Montagekombinat Industrie- und Hafenbau Stralsund                                  |                                    | Status ab 1987 anerkannt |
| Göhren                           | Rostock         | zwischen Göhren und Lobbe, nahe heutiger REHA-Klinik    | Etkar André                              | 800     | VEB Fischfang Saßnitz                                                                       | Rostock                            | |
| Gottesberg                       | Karl-Marx-Stadt |                                                         | Hanno Günther                            | 350     | VEB Maxhütte Unterwellenborn                                                                |                                    | Umzug vom Schloss Kochberg, Objekt steht leer, alle Gebäude zerfallen, die Natur überwuchert die Ruinen (2015)                                                       |
| Graal-Müritz                     | Rostock         | Buchenkampweg                                           | Martin Andersen Nexö                     | 1000    | VEB Warnowwerft Warnemünde                                                                  |                                    | Nachnutzung durch Bau eines Freizeit- und Erholungsbades |
| Gräbendorf                       | Potsdam         | am Hölzernen See                                        | Enver Hoxha /General Świerczewski-Walter | 800     | VEB Elektrokohle Berlin-Lichtenberg                                                         | Berlin                             | Nachnutzung als KiEZ Hölzerner See |
| Gräbendorf                       | Potsdam         | am Frauensee                                            | Michail Kalinin                          | 1000    | VEB Werk für Fernsehelektronik Berlin (Kombinat Mikroelektronik Erfurt)                     | Berlin                             | Nachnutzung als KiEZ Frauensee mit Floriansdorf |
| Großkochberg                     | Gera            | Schloß Kochberg                                         | Hanno Günther                            |         | VEB Maxhütte Unterwellenborn                                                                |                                    | später in ein Jugenderholungszentrum umgewidmet, Trägerbetrieb errichtete ein neues ZPL „Hanno Günther“ in Gottesberg                                                |
| Groß Köris                       | Potsdam         | am Großen Roßkardtsee, Motzener Straße                  | Heinrich Rau                             | 1000    | VEB Schwermaschinenbau „Heinrich Rau“ Wildau                                                |                                    | Privatgrundstück, Lager verfallen |
| Grünheide                        | Frankfurt/Oder  | am Störitzsee                                           | Alexander Matrossow                      | 1000    | VEB IFA-Automobilwerke Ludwigsfelde                                                         | Potsdam                            | Nachnutzung als KiEZ Störitzland |
| Grünheide (Auerbach/Vogtl.)      | Karl-Marx-Stadt | in Grünheide                                            | Wladimir Majakowski                      | 800     | VEB Kombinatsbetrieb „Otto Grotewohl“ Böhlen                                                | Leipzig                            | Nachnutzung als KiEZ Waldpark Grünheide |
| Güntersberge                     | Halle           | unterhalb des Gierskopfes                               | Werner Seelenbinder                      | 800     | VEB Eisen- und Hüttenwerke Thale                                                            | Halle                              | Nachnutzung als KiEZ Güntersberge |
| Hammelspring                     | Neubrandenburg  | am Röddelinsee                                          | Klim Woroschilow                         | 1000    | VEB Energiekombinat Neubrandenburg                                                          | Neubrandenburg                     | Nachnutzung von Teilen als El Dorado Templin |
| Lenz                             | Neubrandenburg  | am Plauer See                                           | Fritz Heckert                            | 1000    | VEB WBK Berlin                                                                              | Berlin                             | |
| Limbach-Oberfrohna               | Karl-Marx-Stadt | am Ortsrand                                             | Clara Zetkin                             | 600     | VEB Fettchemie Karl-Marx-Stadt/VEB Germania Karl-Marx-Stadt (ab 1985)                       |                                    | Nachnutzung als Feriendorf „Hoher Hain“ |
| Lubmin                           | Rostock         |                                                         | Walter Ulbricht                          |         |                                                                                             |                                    | Auflösung durch Bau des KKW Greifswald Ende der 60er Jahre |
| Markgrafenheide                  | Rostock         | in der Rostocker Heide am Strand                        | Alexej Marressjew                        | 1000    | VEB Chemiefaserwerk „Friedrich Engels“ Premnitz                                             | Potsdam                            | Nachnutzung als Ostseeferienzentrum Markgrafenheide, 2012 Abriss, Planung eines Strandresort am Budentannenweg                                                       |
| Oybin                            | Dresden         | Rudi-Arndt-Str.                                         | Rudi Arndt                               | 400     | RAW „Einheit“ Leipzig-Engelsdorf                                                            | Leipzig                            | Abriss beschlossen, liegt brach |
| Papstdorf                        | Dresden         | am Ortsrand                                             | Klement Gottwald                         | 1000    | VEB Kunstseidenwerk „Siegfried Rädel“ Pirna                                                 |                                    | Nachnutzung als Kinder- und Jugenddorf Erna |
| Parchim                          | Schwerin        | am Wockersee                                            | Kurt Bürger                              | 600     | VEB Chemiekombinat Bitterfeld-Stammbetrieb                                                  | Halle                              | |
| Petzow                           | Potsdam         | am Glindowsee                                           | Tschoibalsan                             | 600     | VEB Maschinenbau „Karl Marx“ Babelsberg                                                     |                                    | Nachnutzung als KiEZ Inselparadies Petzow |
| Prebelow                         | Potsdam         | am Großen Prebelowsee                                   | Wilhelm Florin                           | 850     | VEB Stahl- und Walzwerk „Wilhelm Florin“ Hennigsdorf                                        | Potsdam                            | Nachnutzung als KiEZ Prebelower Kinderland |
| Prerow                           | Rostock         | zwischen Prerower Strom und Ostsee                      | Kim Ir Sen/ Kim Il Sung                  | 920     | VEB Volkswerft Stralsund                                                                    | Rostock                            | Abriss des Lagers, auf einer Teilfläche steht die Barmer Ostseeklinik Prerow                                                                                         |
| Raila                            | Gera            | im Wetteratal                                           | Mitschurin/Hermann Matern (1972)         | 800     | VEB Carl Zeiss Jena                                                                         | Gera                               | zw. 2002 und 2004 Abriss und Renaturierung |
| Rathsfeld                        | Halle           | Jagdschloss Rathsfeld und Park                          | Thomas Müntzer                           | 1000    | VEB Robotron-Optima Büromaschinenwerk Erfurt                                                | Erfurt                             | seit 1991 als Jugendwaldheim Rathsfeld |
| Schneeberg                       | Karl-Marx-Stadt | am Filzteich                                            | Gustav Hübner/ Wilhelm Pieck             | 500     | VEB Elektromotorenwerke Thurm                                                               | Karl-Marx-Stadt                    | Nachnutzung als KiEZ Am Filzteich |
| Sebnitz                          | Dresden         | auf dem Buchberg bei Sebnitz                            | Grete Walter                             | 500     | VEB Braunkohlenveredlung Lauchhammer (Gaskombinat Schwarze Pumpe)                           | Cottbus                            | Nachnutzung als KiEZ „An der Grenzbaude“ |
| Seifhennersdorf                  | Dresden         | Zittauer Gebirge                                        | Rosa Luxemburg                           | 800     | VEB Waggonbau Bautzen                                                                       | Dresden                            | Nachnutzung als KiEZ Querxenland |
| Stolberg                         | Halle           | am Fuß des Großen Auerbergs                             | Soja Kosmodemjanskaja                    | 1000    | Walzwerk Hettstedt                                                                          | Halle                              | Nachnutzung als Feriendorf Forsthaus Auerberg |
| Straußberg                       | Erfurt          | auf dem Berg Feuerkuppe                                 | Gheorghiu-Dej                            | 1000    | VEB IFA Motorenwerke Nordhausen                                                             |                                    | Nachnutzung als KiEZ Ferienpark Feuerkuppe |
| Trassenheide                     | Rostock         | auf dem Gelände der heutigen Medclin Dünenwald-Klinik   | Raymonde Dien                            | 1000    | VEB Reparaturwerk Neubrandenburg                                                            | Neubrandenburg                     | abgerissen, 1994 Bau der heutigen Medclin Dünenwald-Klinik |
| Truckenthal                      | Suhl            | auf dem Gelände des heutigen Ferienparks Thüringer Wald | Junge Garde/ Junge Generation            | ?       | ab 1966 Übernahme durch das Ministerium für Nationale Verteidigung                          |                                    | nach der politischen Wende zunächst Asylbewerberunterkunft, dann 5 Jahre Leerstand, seit 2002 Ferienpark Thüringer Wald/Haus der Solidarität (Flüchtlingsunterkunft) |
| Waren                            | Neubrandenburg  | am Feisnecksee                                          | La Pasionaria                            | 1000    | VEB Schiffswerft „Neptun“ Rostock                                                           |                                    | abgerissen |
| Weißwasser                       | Cottbus         | am Braunsteich                                          | Philipp Müller                           | 800     | VEB Spezialglaswerk „Einheit“ Weißwasser                                                    | Cottbus                            | Nachnutzung als KiEZ am Braunsteich |
| Wilhelmsthal                     | Erfurt          | am Wilhelmsthaler See                                   | Maxim Gorki                              | 1000    | VEB Automobilwerk Eisenach                                                                  | Erfurt                             | Nachnutzung als Technologie- und Berufsbildungszentrum Wilhelmsthal                                                                                                  |
| Zschorna/ (bis 1956 in Massanei) | Dresden         | im Schlosspark von Schloss Zschorna                     | Oleg Koschewoi/ Georgi Dimitroff         | 850     | VEB Stahl- und Walzwerk Riesa                                                               | Dresden                            | ohne Nutzung |
| Zwickau                          | Karl-Marx-Stadt | am Zwickauer Stadtwald in Marienthal                    | Karl Liebknecht                          | 800     | VEB Steinkohlenkokerei „August Bebel“ Zwickau                                               | Karl-Marx-Stadt                    | Nachnutzung als Wohnanlage Waldidyll am Windberg |